# سالم العيان
سالم العيان ممثل إماراتي من مواليد (11 سبتمبر 1975) في رأس الخيمة قدم العديد من أعمال. 

## أعماله

### المسلسلات التلفزيونية
1. هديل الليل
2. أحلام سعيد
3. عجيب غريب
4. للأسرار خيوط
5. طماشة
6. الداية

### المسرحيات
1. هاوي
2. جدر مرق [2]
3. حيسة وعفيسة [3]
4. مقامات ابن تايه [4] [5]

### في السينما
1. هدية عيد ميلاد
2. حجرة من طين
3. البداية
4. واسطة خير

### البرامج
1. سوالف رمضان
2. قضايا وأحوال